# Línea 234 (Santa Fe Provincia)
La línea 234 (línea 33/9) de permiso precario provincial de Santa Fe es una línea de transporte público de pasajeros interurbana con recorrido entre las ciudades de Rosario, Funes, Roldán, San Jerónimo Sud y Carcarañá, Argentina. El servicio está actualmente operado por el grupo empresario Rosario Bus desde marzo de 2017.

## Recorrido
Su recorrido ha sido extendido y comprimido sucesivas veces entre las localidades de Villa Gobernador Gálvez, Rosario, Funes y Roldán, bajo la administración de la empresa Villa Diego en los 80's, posteriormente Monticas S.A. la cual la redujo sólo a Rosario, Funes, Roldán, San Jerónimo y Carcarañá en los 90's. 
Brevemente durante el año 2018 y hasta el primer cuatrimestre de 2019, el recorrido fue extendido como era de manera primigenia, entre Villa Gobernador Gálvez y Carcarañá. Debido a la baja rentabilidad, se recortó para conservarlo entre Rosario y Carcarañá, bajo la órbita de Rosario Bus.

## Prestatarias
Anteriormente el servicio de la línea 234 era explotado por la empresa Monticas SA, luego de suceder a la empresa Villa Diego, que tomó el servicio de la Línea L de la empresa COTIL, que lo explotaba desde los años 60 hasta fines de los 70.

## Recorridos
Servicio diurno y nocturno.
|  |  | KBHFa |

|  |  | KBHFa |

|  |  | KBHFe |

|  |  | KBHFa |

|  |  | KBHFa |